# Plagodis violacearia
Plagodis violacearia är en fjärilsart som beskrevs av Ludwig Carl Friedrich Graeser 1887. Plagodis violacearia ingår i släktet Plagodis och familjen mätare. Inga underarter finns listade i Catalogue of Life.